# Джованни (епископ Порто)
Джованни (Giovanni) — католический церковный деятель XI века. Провозглашен кардиналом-епископом Порто на консистории 1066 года. Участвовал в выборах папы Григория VII (1073), Виктора III (1086) и Урбана II (1088). В 1095 году принял участие в Клермонском соборе.